# Bränn-Ekeby bruk
Bränn-Ekeby bruk var ett styckebruk vid Bränn-Ekebybäcken utanför Bränn-Ekeby i Tuna bergslag söder om Nyköping. Bruket var specialiserade på små kanoner, 3-pundiga, som passade stridstaktiken under 30-åriga kriget. 
Bränn-Ekeby bruk grundades av hertig Karl 1604. Det är oklart exakt när bruket lades ned, men att brukets utjordar 1651 övergick i andra händer tyder på att bruket då lagts ned.
1622 övertog Joakim Danckwardt tillsammans med Evert Hoos arrendet på Bränn-Ekeby bruk.
Före järnbrukets tid fanns även ett flertal små kopparhyttor längs Bränn-Ekebybäcken. Vid den mellersta delen av bäcken fanns Bottenkarshyttan, Smedshyttan, Ekeby hytta och Rävshyttan. Vid mitten av 1600-talet tycks dessa ha lagts ner.